# ميراينداد دي سوتوسكويفا
بلدية ميراينداد دي سوتوسكويفا (بالإسبانية: Merindad de Sotoscueva)‏, هي إحدى بلديات مقاطعة برغش, التي تقع في منطقة قشتالة وليون, والتي تقع في شمال غرب إسبانيا.
يبلغ عدد سكانها 540 نسمة وفقاً لإحصائية سنة (2002).